# Langton Matravers
Langton Matravers är en ort och civil parish i Storbritannien.   Den ligger i kommunen Dorset och riksdelen England, i den södra delen av landet, 170 km sydväst om huvudstaden London. Langton Matravers ligger 76 meter över havet och antalet invånare är 973.
Terrängen runt Langton Matravers är platt. Havet är nära Langton Matravers åt sydost.  Närmaste större samhälle är Bournemouth, 15,1 km nordost om Langton Matravers. 